# Gerard Valck

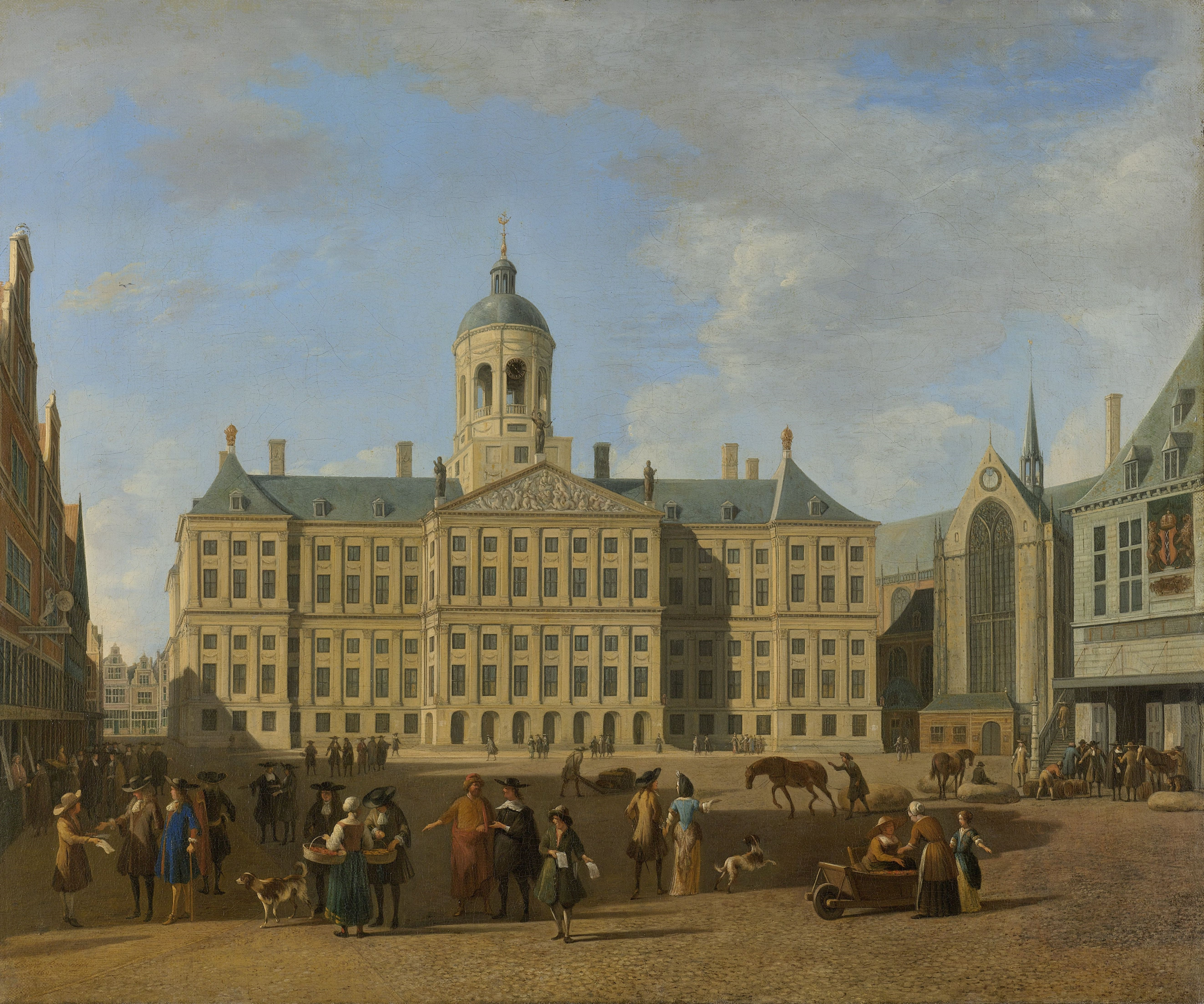
La maison den Wakkere Hond à l'extrême gauche par Gerrit Berckheyde.

Carte de l'Autriche intérieure de 1702 avec l'archiduché d'Autriche, le duché de Carinthie, le duché de Styrie, le duché de Carniole, actuellement la Slovénie et la Croatie.

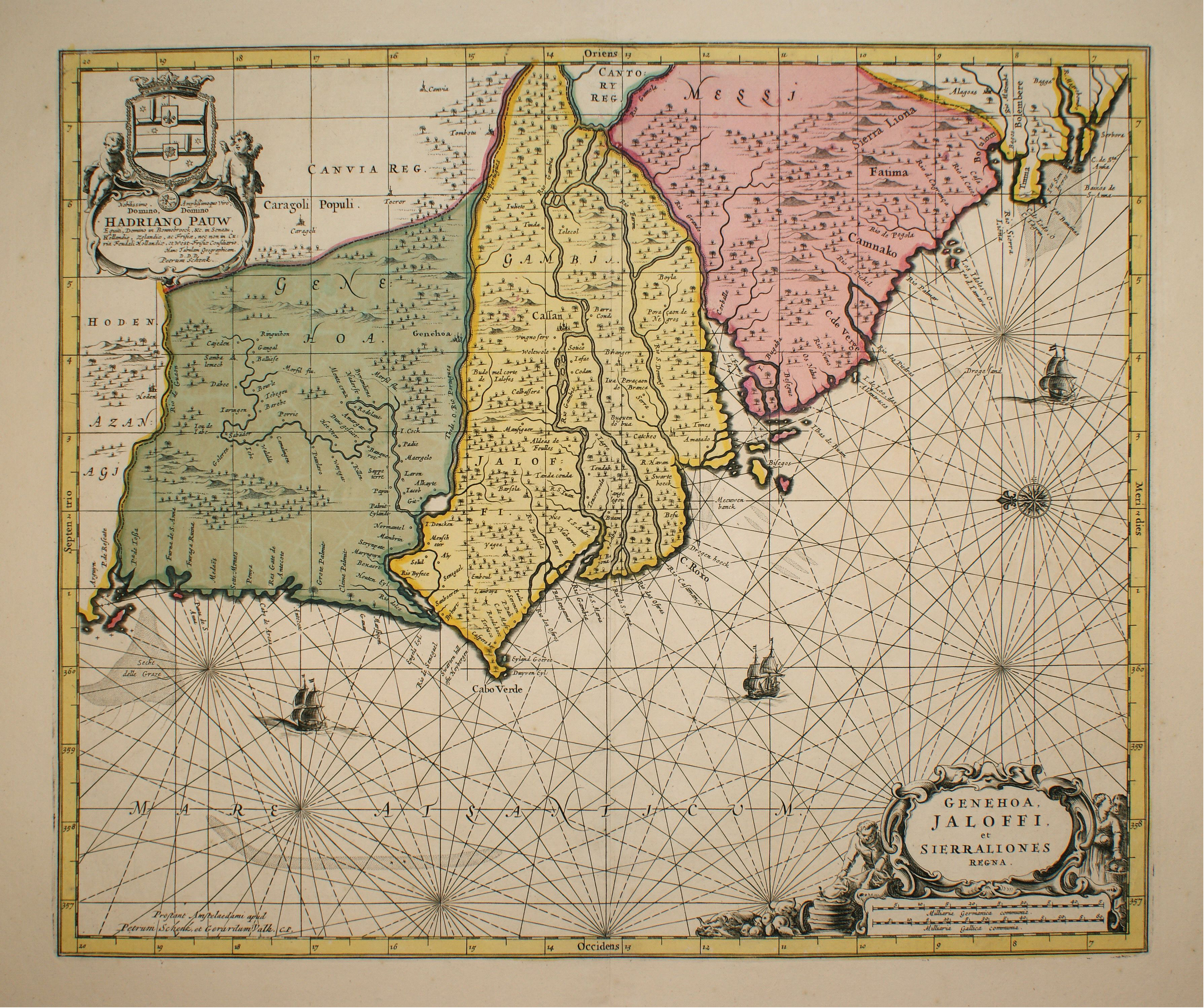
En Afrique de l'Ouest la Senegambie, Guinée-Bissau, Guinée et Sierra Leone vers 1670 avec l'île aux esclaves (l'île de Gorée) au point le plus à l'ouest.
Réédité par P. Schenk & G. Valk.

Gerard Valck ou Gerardus Valk, né le 30 septembre 1652 à Amsterdam où il est mort le 21 octobre 1726 est un marchand d'estampes et de plaques d'imprimerie du Dam. Il se spécialisa en cartographie et dans la fabrication de mappemondes. Ses globes terrestres et célestes amenaient une nouveauté au sens que Valck respectait les derniers préceptes des scientifiques, à savoir moins de textes et moins d'images, alors que ses concurrents directs conservaient le projet de la firme Blaeu, qui s'était basé sur Tycho Brahe.
Ainsi après quelques années, la maison Valck/Schenk obtint le monopole absolu en matière de fabrication et vente de globes. Les globes et mappemondes de Valck se vendirent durant tout le XVIIIe siècle.

## Biographie
Valck était le fils d'un marinier originaire de De Koog à Texel. Son père Leendert Gerritsz s'était marié en 1649 avec Susanna Jans. Le couple habitait Vinkenstraat près de la rue commerçante de Haarlemmerdijk. Il avait deux frères, Jan, un marchand de lingerie de la Brouwersgracht, Claes, un fabricant de boussoles de la rue de Haarlemmer Houttuinen, ainsi qu'une sœur Aafje.
Entre 1672 et 1675 (ou 1679) Gerard Valck travailla à Londres avec Abraham Bloteling, soit à l'invitation du prince Rupert, Peter Lely ou David Loggan. Toutes ces personnes, ainsi que Wallerant Vaillant étaient intéressées par la manière noire.
Son fils Leendert naquit vers 1680, probablement à Londres où Gerard Valck s'était marié à Maria Blooteling. Son fils Johannes (1684) et sa fille Geertruid (1685) furent baptisés à Amsterdam.
Gerard Valck et Blooteling obtinrent en avril 1684 un brevet de 15 années des États de Hollande. Ils engagèrent le graveur allemand Pieter Schenk l'Ancien. En 1687 Valck acheta la maison de Jochem Bormeester, également graveur et beau-fils du marchand d'art Clement De Jonghe. La maison était située Kalverstraat. Sa sœur Agatha (Aafje) se maria cette année-là avec Pieter Schenk.
Gerard Valck édita sur le marché anglais une carte du monde bordée de nombreuses images, notamment de Willem et Mary. Blooteling mourut en février 1690.
En 1694, Gerard Valck et Pieter Schenk achetèrent une partie des plaques de cuivre de la société de Johannes Janssonius. Frederik de Wit en acheta également une partie.
En septembre 1695 Gerard Valck et Pieter Schenk reçurent un brevet de 15 années pour la vente de cartes réalisées par le cartographe français Nicolas Sanson, mais eurent des difficultés avec Pieter Mortier, qui avait obtenu le même brevet l'année précédente. Le différend s'est résolu à l'amiable.

### Dam
Vers 1698, Gerard Valck s'installa sur le Dam dans l'ancien magasin du cartographe Hendrik Hondius II. Valck disposait enfin d'un emplacement commercial exceptionnel pour sa propre édition de cartes à jouer, de cartes terrestres et cartes du ciel d'Andreas Cellarius. Entretemps, Pieter Maasz Smit apprit à Gerard Valck la fabrication de globes.
En 1701, Gerard Valck reçut l'autorisation de vendre plusieurs sortes de globes, basés sur les découvertes de Jacques Cassini, responsable de l'observatoire de Paris, de Lothaire Zumbach de Leide, de Johannes Hevelius l'astronome de Dantzig et de sa femme Elisabeth Koopman. Gerard Valck y ajouta 15 nouvelles constellations et une description basée sur la connaissance des années 1700 et non plus celles de Tycho Brahe.
En 1702, Gerard Valck devint membre de la guilde des marchands de livres et fut immédiatement élu chef de la guilde. La même année, Schenck et Allard achetèrent des plaques gravées de Nicolas Visscher qui était décédé.
En 1707, il fut témoin au baptême d'un enfant de son collègue Pieter Covens. En 1709, son fils Leonard acheta toutes les plaques de gravure de la veuve de Frederik de Wit. Ce Leonard Valck se maria en 1710 avec sa cousine germaine Maria Schenk.
Fin octobre 1720, Gerard Valck, fit imprimer, en collaboration avec Pierre Brunel, David Mortier et trois autres investisseurs, 2 600 exemplaires de la troisième édition du Dictionnaire historique et critique de Pierre Bayle, destinés au marché français. Les livres furent entreposés dans deux greniers dont Vack conservait deux clefs.
Après le décès de Gerard Valck en 1726, sa veuve et son fils Leonard exploitèrent encore le magasin d'images et de cartes, mais vendirent immédiatement la maison située Kalverstraat. Maria Blooteling mourut en octobre 1729. Leonard avait moins de succès que ses voisins Covent & Mortier. Il mourut en juin 1746. Il habitait à cette époque au Rozengracht.

## Galerie

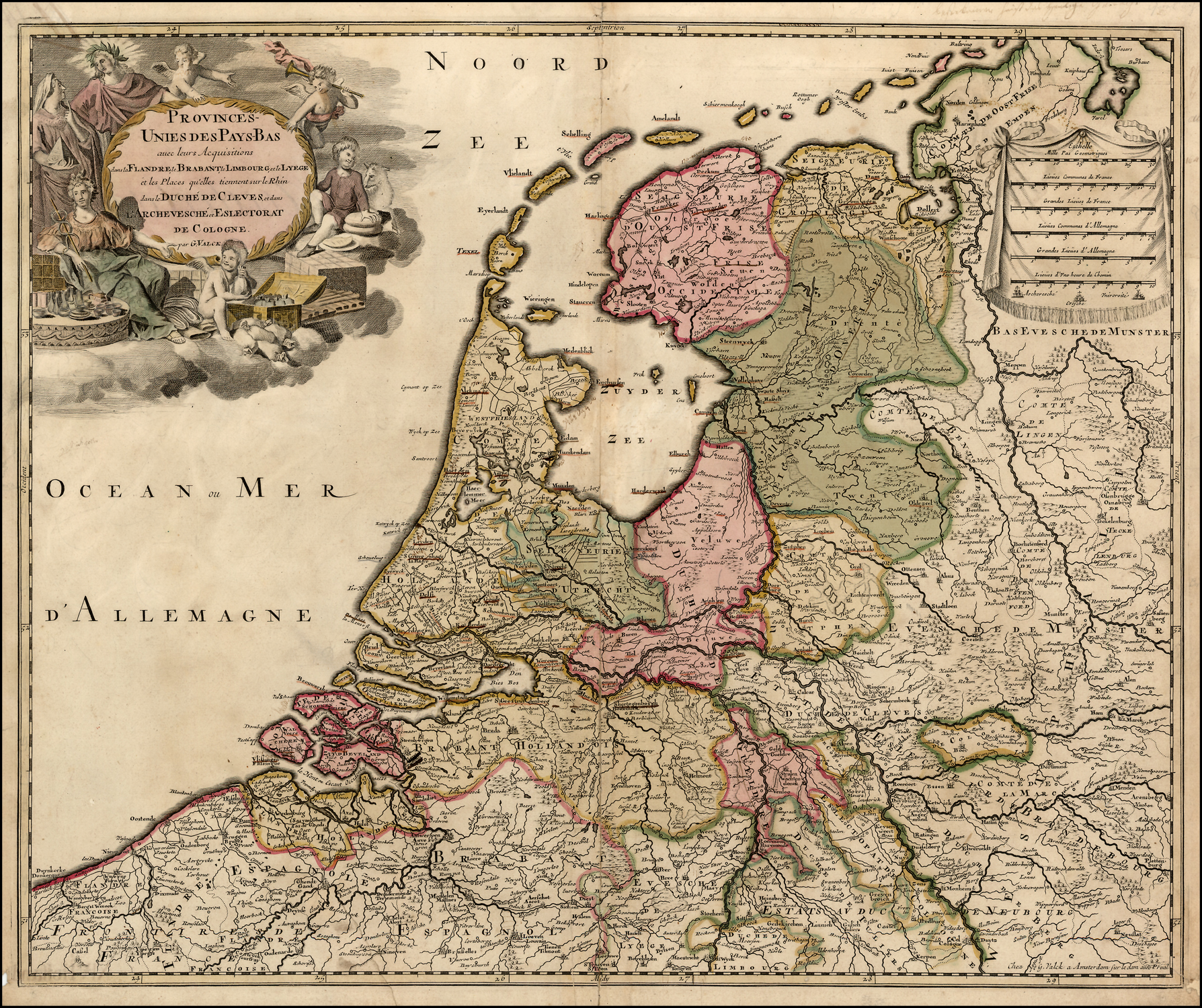
Pays-Bas 1687. G. Valck.
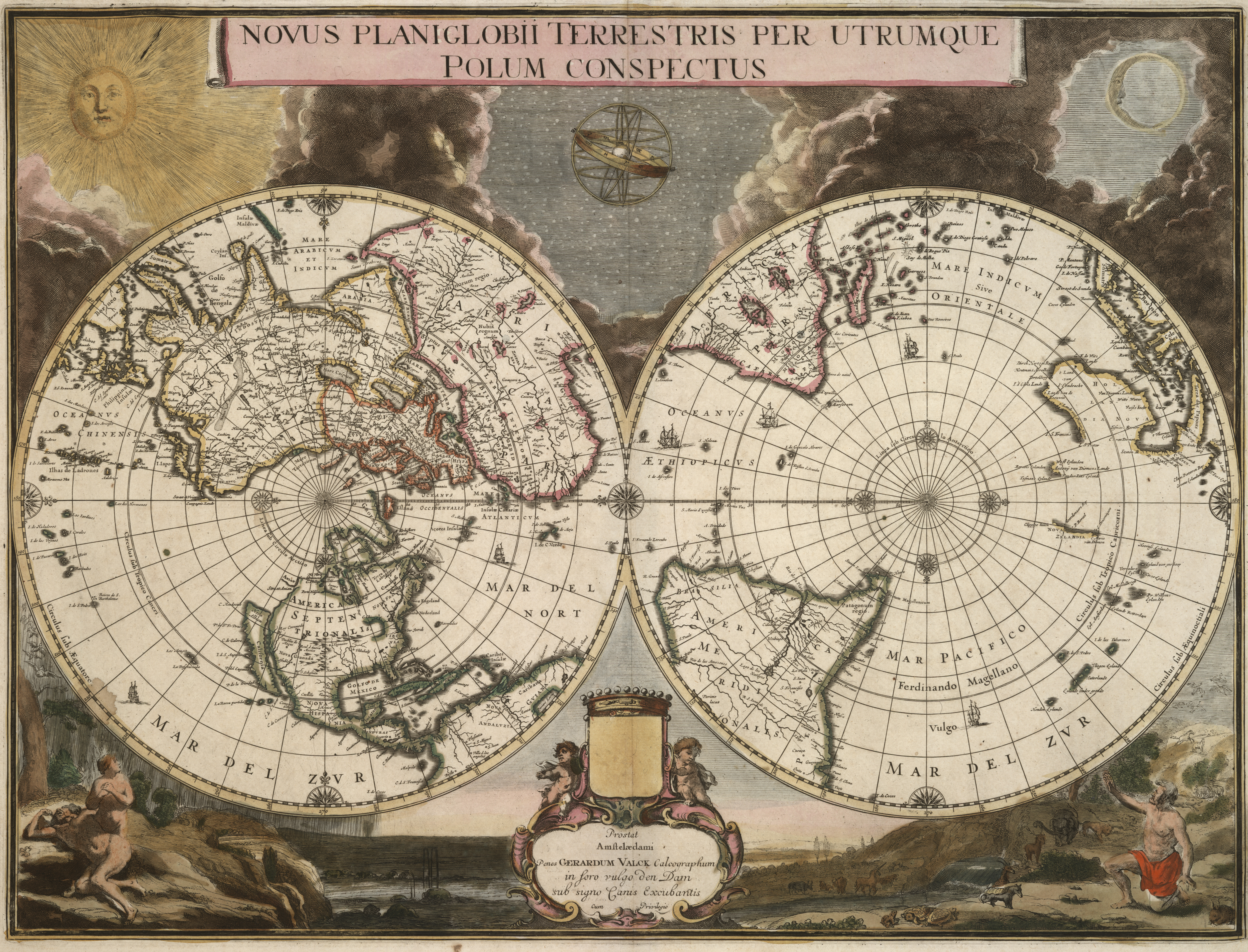
Planiglobi 1672 avec la Californie encore notée comme île et la côte inconnue de l'Est de l'Australie. Réédité en 1695 par G. Valck.
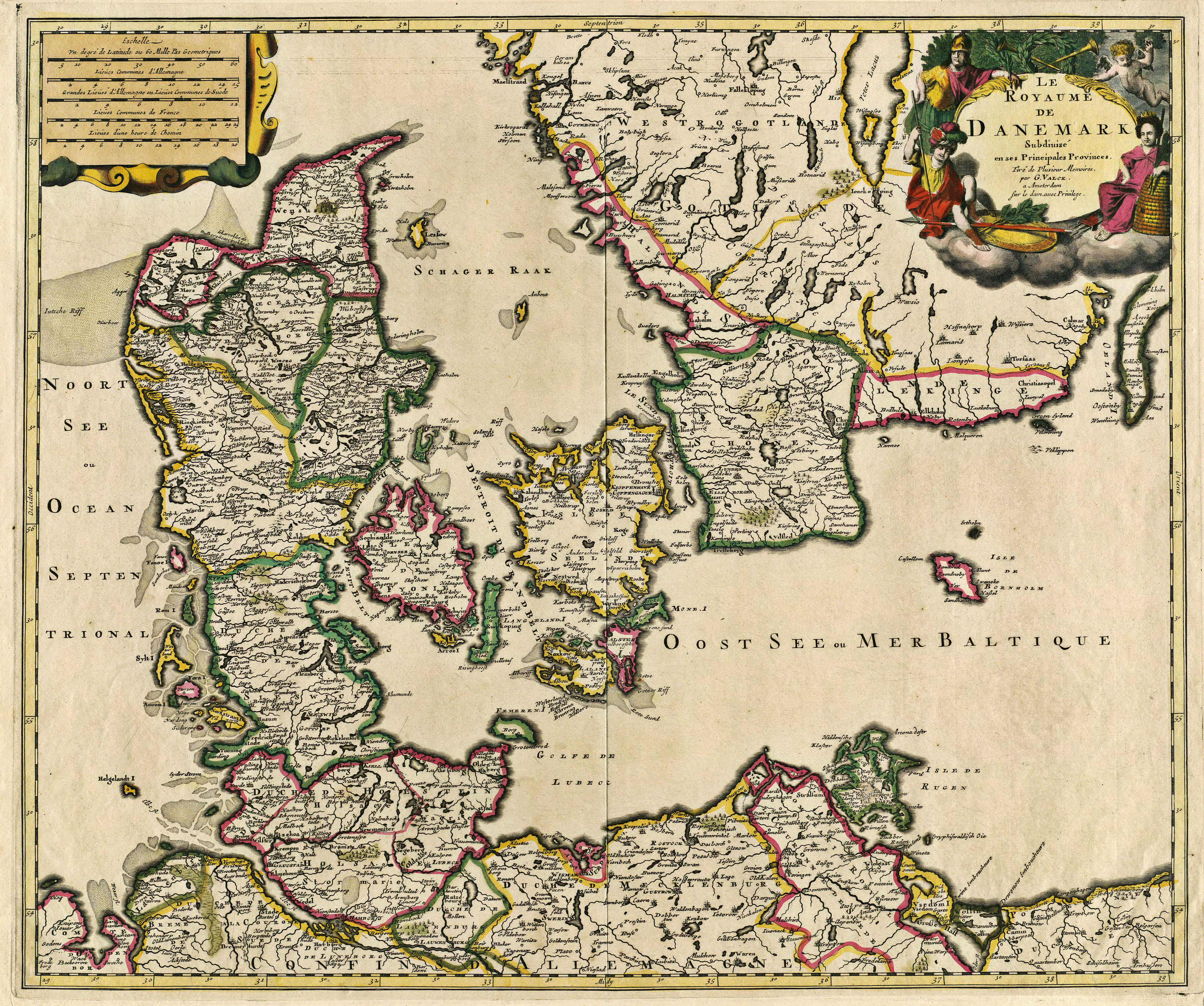
Danemark 1705. G. Valck.
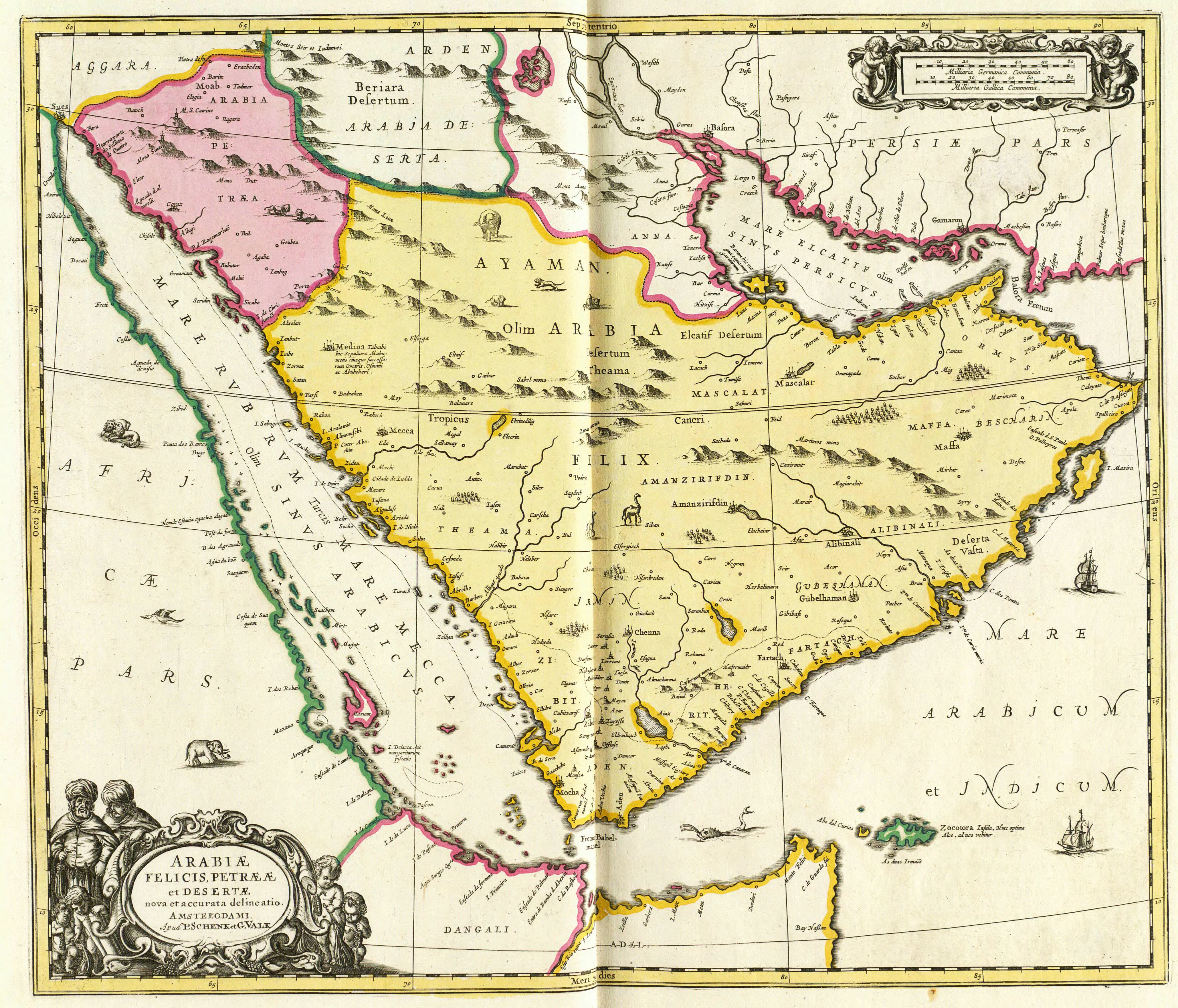
La péninsule arabe divisée en Arabia Felix, Arabia Deserta en Arabia Petraea 1658. Rééditée en 1700 par P. Schenk & G. Valk.

## Divers
- Entre 1747 et 1760 les globes célestes de Leonard Valck étaient obligatoires comme moyen de navigation à bord de tout navire de la Compagnie néerlandaise des Indes orientales.
- Après la mort de Leonard Valck, son épouse continua la gestion de la maison d'édition et la fabrication de globes avec son frère Pieter Schenk le jeune. (1693-1775). Un ancien stock de globes fut vendu comme neuf en changeant sur les globes les deux derniers chiffres de 1700 en 1750[15].

## Publications
- Vues et perspectives de Loo, Honslardyck et Soestdyck, chasteau & maison de plaisance du Roy de la Grande-Bretagne[16].
- Fin octobre 1720 Gerard Valck en collaboration avec Pierre Brunel, David Mortier et trois autres investisseurs, firent éditer 2 600 exemplaires de l'ouvrage de Pierre Bayle Dictionnaire historique et critique, destiné au marché français[12]. Les livres furent entreposés dans deux greniers dont Vack conservait les clefs[13].
- ’t Werkstellige der Sterrekonst[17].